# ليونارد بيكون
ليونارد بيكون (بالإنجليزية: Leonard Bacon)‏ هو داعية وكاتب أمريكي، ولد في 19 فبراير 1802 في ديترويت في الولايات المتحدة، وتوفي في 24 ديسمبر 1881 في نيو هيفن في الولايات المتحدة.